# Giovanni Mpetshi Perricard
Giovanni Mpetshi Perricard (* 8. července 2003 Lyon) je francouzský profesionální tenista. Ve své dosavadní kariéře na okruhu ATP Tour vyhrál dva singlové turnaje. Na challengerech ATP a okruhu ITF získal pět titulů ve dvouhře a tři ve čtyřhře.
Na žebříčku ATP byl ve dvouhře nejvýše klasifikován v únoru 2025 na 29. místě a ve čtyřhře v lednu 2025 na 266. místě. Trénuje ho Emmanuel Planque.
Na juniorském grandslamu vyhrál čtyřhru French Open 2021 s krajanem Arthurem Filsem, jemuž na stejném majoru podlehl v semifinále dvouhry. Po skončení dosáhl maxima na juniorském kombinovaném žebříčku ITF, když mu v červenci 2021 patřilo 4. místo.

## Soukromý život
Pochází z rodiny bývalého fotbalisty Ghislaina Mpetshiho, narozeného v Kinshase, a Sylvie Perricardové. Otec hrál za FC Bourg-Péronnas (2002–2003). S tenisem začal ve čtyřech letech v klubu l'AS Caluire u Lyonu. Poté, co zkoušel basketbal a plavání, rozhodl se v osmi letech definitivně pro tenis.[zdroj⁠?!]

## Tenisová kariéra
Na grandslamu debutoval jako devatenáctiletý v singlu French Open 2023 poté, co mu organizátoři udělili divokou kartu. Již v letech 2020 a 2021 nepostoupil na Roland Garros z kvalifikace. Na úvod ročníku 2023 podlehl grandslamovému spoludebutantovi Genaru Albertu Olivierimu z třetí stovky žebříčku. Proti Argentinci ztratil vedení 2–1 na sety. Mimo grandslam si první dvouhru na okruhu ATP Tour zahrál v červnu 2023 po skončení French Open. Po zvládnuté kvalifikaci však na úvod travnatého Libéma Open v 's-Hertogenboschi podlehl Australanu Jordanu Thompsonovi z počátku druhé stovky klasifikace. Na túře ATP pak nestartoval až do říjnového European Open 2023 v Antverpách. Z pozice kvalifikanta prošel poprvé do čtvrtfinále přes Roberta Carballése Baenu a Davida Goffina. V něm jej zastavil pozdější vítěz Alexandr Bublik z Kazachstánu. Bodový zisk jej po skončení 23. října 2023 poprvé posunul do Top 200, kdy mu patřila 194. příčka žebříčku.

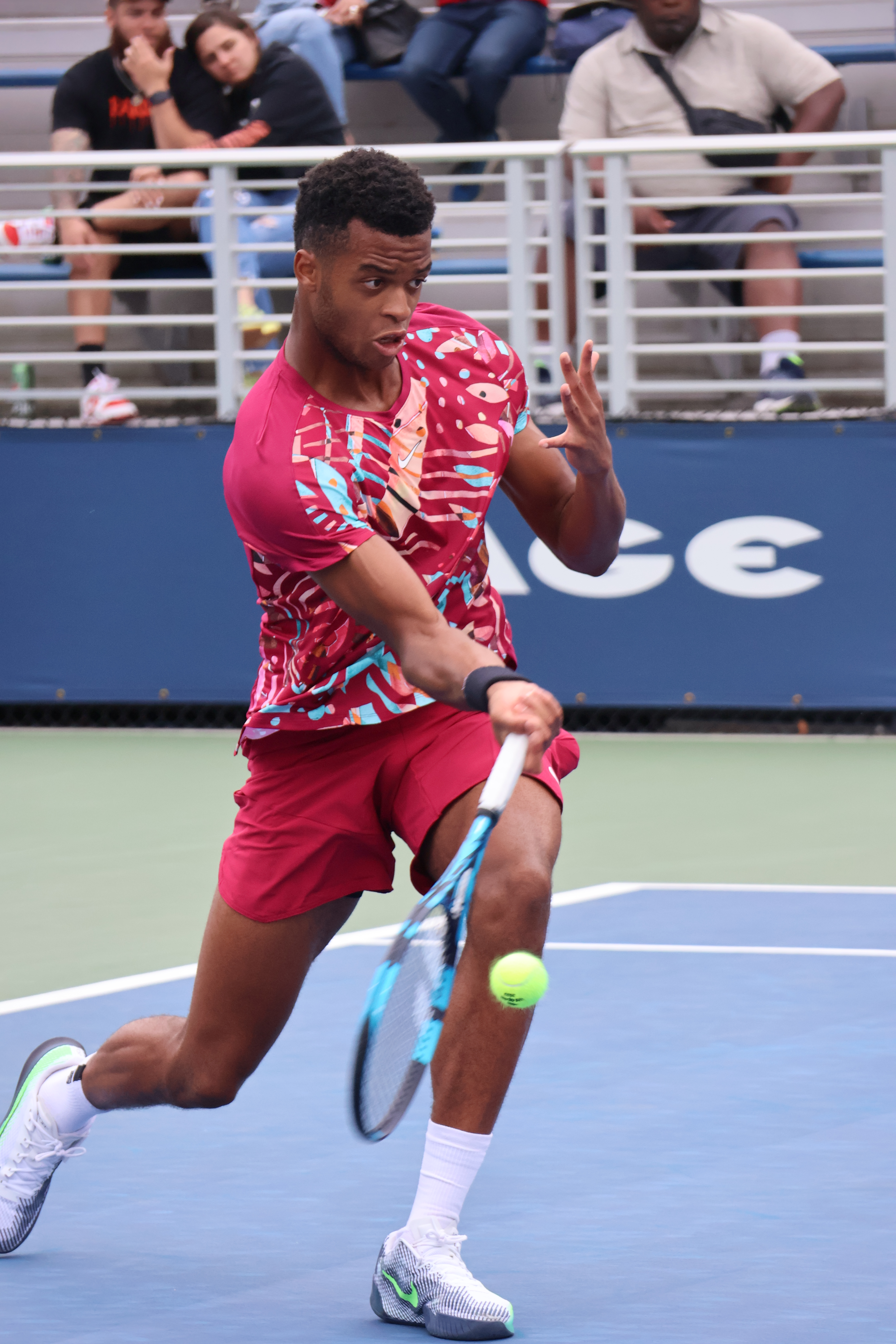
Forhend v kvalifikaci US Open 2023

Do premiérového finále okruhu ATP Tour postoupil na květnovém Lyon Open 2024. Z pozice 117. hráče klasifikace musel získat divokou kartu od pořadatelů. V soutěži postupně vyřadil světovou padesátku Lorenza Sonega, před druhým kolem odstoupil jeho soupeř Nišioka, dále vyřadil kvalifikanta Huga Gastona a v semifinále světovou devatenáctku Alexandra Bublika, znamenající první kariérní výhru nad členem z elitní světové třicítky. Ve finále přidal druhé takové vítězství, když zdolal dvacátého devátého muže klasifikace Tomáse Martína Etcheverryho z Argentiny po třísetové bitvě. Během závěrečného tiebreaku přitom odvrátil mečbol. Stal se tak nejníže postaveným šampionem Lyon Open a v probíhající sezóně třetím vítězem dvouhry figurujícím mimo elitní stovku, po Darderim v Córdobě a Berrettinim v Marrákeši. Bodový zisk jej katapultoval do první světové stovky a 27. května 2024 se posunul o padesát jedna míst na 66. příčku.
Na úvod travnatého cinch Championships 2024 v londýnském Queen's Clubu porazil čtrnáctého hráče žebříčku Bena Sheltona, než jej před kulisou osmi tisíců diváků centrkurtu vyřadil 162. muž pořadí Billy Harris. V následné klasifikaci, v závěru června 2024, debutoval mezi elitní světovou šedesátkou. První zápasy na grandslamu vyhrál ve Wimbledonu 2024. Do hlavní soutěže postoupil až jako šťastný poražený z kvalifikace. Přestože v ní startoval jako nejvýše nasazený, podlehl v jejím závěru krajanu Maximu Janvierovi. Místo ve wimbledonské dvouhře získal po odstoupení zraněného Davidoviche Fokiny. V úvodním duelu přehrál za 3:21 hodiny světovou jednadvacítku Sebastiana Kordu. V pětisetovém zápase nastřílel 51 es a odvrátil všech jedenáct brejkbolů. Nezastavili ho ani Japonec Jošihito Nišioka s Finem Emilem Ruusuvuorim. Během prvních tří utkání zahrál 105 es. Ve Wimbledonu se stal prvním šťastným poraženým osmifinalistou od Dicka Normana v roce 1995. Ve čtvrtém kole mu však v den 21. narozenin stopku vystavil Ital Lorenzo Musetti, přestože ovládl úvodní sadu. V následné klasifikaci ATP poprvé figuroval mezi Top 50, když mu 15.července 2024 patřila 44. pozice. Do série Masters premiérově zasáhl na Cincinnati Open 2024, kde mu časnou porážku přivodil Číňan Čang Č’-čen.
Druhou kariérní trofej, a první v úrovni ATP 500, vybojoval na říjnovém Swiss Indoors 2024 v Basileji. Do Švýcarska přicestoval se šňůrou čtyř porážek, z čínských turnajů Chengdu Open, China Open a Shanghai Masters, a antverpského European Open. Basilejskou soutěží prošel bez ztraceného podání. O jediný set přišel ve čtvrtfinále s Denisem Shapovalovem, který ovládl úvodní tiebreak. Sám v každém z pěti zápasů zkrácenou hru vyhrál. Do finále postoupil přes dánskou světovou čtrnáctku Holgera Runeho. V souboji o titul pak zdolal dvacátého třetího muže klasifikace Bena Sheltona. Američana porazil i podruhé, když jej vyřadil i v úvodu londýnského cinch Championships 2024. Na Swiss Indoors se stal jako 50. hráč žebříčku nejníže postaveným šampionem, když překonal nejnižší postavení 44. muže pořadí Jiřího Hřebce z roku 1975. V Basileji rovněž představoval prvního nenasazeného vítěze od Jiřího Nováka z ročníku 2004. Z členů elitní světové padesátky učinil v sezóně 2024 největší pokrok, když mu po skončení – 28. října 2024 – poprvé patřila 31. příčka a do ročníku vstoupil až na 205. místě.

## Finále na okruhu ATP Tour
| Legenda                   |
| ------------------------- |
| D – dvouhra; Č – čtyřhra  |
| Grand Slam (0)            |
| Turnaj mistrů (0)         |
| ATP Tour Masters 1000 (0) |
| ATP Tour 500 (1–0 D)      |
| ATP Tour 250 (1–0 D)      |

### Dvouhra: 2 (2–0)
| Stav  | č. | datum          | turnaj             | kategorie | povrch    | soupeř ve finále        | výsledek           |
| ----- | -- | -------------- | ------------------ | --------- | --------- | ----------------------- | ------------------ |
| Vítěz | 1. | květen 2024    | Lyon, Francie      | ATP 250   | antuka    | Tomás Martín Etcheverry | 6–4, 1–6, 7–6(9–7) |
| Vítěz | 2. | 27. října 2024 | Basilej, Švýcarsko | ATP 500   | tvrdý (h) | Ben Shelton             | 6–4, 7–6(7–4)      |

## Tituly na challengerech ATP a okruhu ITF
| Legenda                  |
| ------------------------ |
| D – dvouhra; Č – čtyřhra |
| Challengery (4 D; 0 Č)   |
| ITF (1 D; 3 Č)           |

### Dvouhra (5 titulů)
| Č. | datum         | turnaj                     | okruh             | povrch    | poražený finalista  | výsledek                     |
| -- | ------------- | -------------------------- | ----------------- | --------- | ------------------- | ---------------------------- |
| 1. | červenec 2021 | Uriage, Francie            | World Tennis Tour | antuka    | Arthur Fils         | 6–3, 4–6, 7–6(7–4)           |
| 2. | duben 2023    | León, Mexiko               | Challenger        | tvrdý     | Juan Pablo Ficovich | 6–7(5–7), 7–6(8–6), 7–6(7–3) |
| 3. | únor 2024     | Nottingham, Velká Británie | Challenger        | tvrdý (h) | Matteo Martineau    | 7–6(7–2), 6–4                |
| 4. | duben 2024    | Cuernavaca, Mexiko         | Challenger        | tvrdý     | Nicolas Mejia       | 7–5, 7–5                     |
| 5. | duben 2024    | Acapulco, Mexiko           | Challenger        | tvrdý     | Adam Walton         | 6–3, 6–3                     |

### Čtyřhra (3 tituly)
| Č. | datum         | turnaj          | okruh             | povrch | spoluhráč         | poražení finalisté           | výsledek      |
| -- | ------------- | --------------- | ----------------- | ------ | ----------------- | ---------------------------- | ------------- |
| 1. | duben 2021    | Reus, Španělsko | World Tennis Tour | antuka | Arthur Fils       | Hunter Johnson Yates Johnson | 6–4, 7–5      |
| 2. | červenec 2021 | Uriage, Francie | World Tennis Tour | antuka | Arthur Fils       | Allan Deschamps Maxime Mora  | 7–6(7–5), 6–2 |
| 3. | červenec 2022 | Uriage, Francie | World Tennis Tour | antuka | Eliakim Coulibaly | Adrien Burdet Alexandre Reco | 6–3, 7–5      |

## Finále na juniorském Grand Slamu

### Čtyřhra juniorů: 1 (1–0)
| Stav  | rok  | turnaj      | povrch | spoluhráč   | soupeři ve finále            | výsledek |
| ----- | ---- | ----------- | ------ | ----------- | ---------------------------- | -------- |
| Vítěz | 2021 | French Open | antuka | Arthur Fils | Martin Katz German Samofalov | 7–5, 6–2 |